# Pîsarivka, Șarhorod
Pîsarivka (în ucraineană Писарівка) este localitatea de reședință a comunei Pîsarivka din raionul Șarhorod, regiunea Vinnița, Ucraina.

## Demografie
Componența lingvistică a localității Pîsarivka
     Ucraineană (99,02%)
     Alte limbi (0,98%)
Conform recensământului din 2001, majoritatea populației localității Pîsarivka era vorbitoare de ucraineană (99,02%), existând în minoritate și vorbitori de alte limbi.